# Mirosławiec
Mirosławiec (dawniej Frydląd Marchijski, niem. Märkisch Friedland) – miasto w północno-zachodniej Polsce, w województwie zachodniopomorskim, w powiecie wałeckim, siedziba gminy miejsko-wiejskiej Mirosławiec. Położone na Pojezierzu Południowopomorskim, na północ od Jeziora Kosiakowo i na wschód od rzeki Korytnicy.
Siedziba nadleśnictwa. Tutejszy kościół parafialny jest siedzibą dekanatu.
Według danych z 31 grudnia 2013 r. miasto miało 3037 mieszkańców.

## Położenie
Mirosławiec jest położony we wschodniej części Pojezierza Wałeckiego, będącym mezoregionem Pojezierza Południowopomorskiego.
Miasto znajduje się w południowo-wschodniej części woj. zachodniopomorskiego, w zachodniej części powiatu wałeckiego.
Mirosławiec leży w północnej Wielkopolsce, na historycznej ziemi wałeckiej.
Według danych z 1 stycznia 2014 powierzchnia miasta wynosi 2,17 km².
W latach 1946–1950 miasto administracyjnie należało do woj. szczecińskiego, w latach 1950–1975 do woj. koszalińskiego, a w latach 1975–1998 do woj. pilskiego. W latach 1954–1972 miasto nie należało, ale było siedzibą władz gromady Mirosławiec.

## Warunki naturalne
We wschodniej części miasta przy stacji kolejowej znajduje się małe Jezioro Stacyjne. W odległości ok. 0,7 km na zachód od miasta płynie z północy na południe rzeka Korytnica, która dalej przepływa przez pobliskie Jezioro Korytnickie.

## Historia

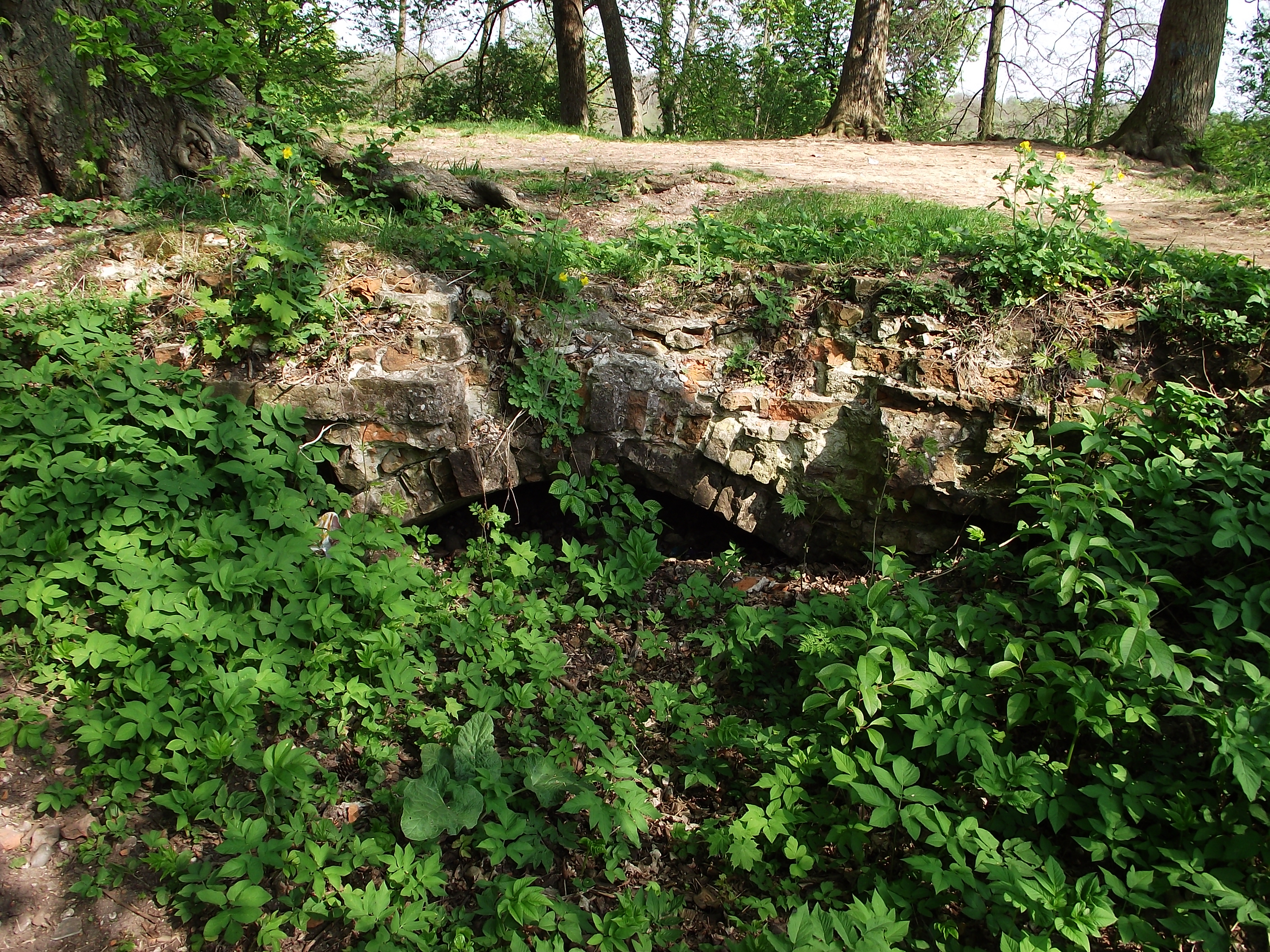
Pozostałości zamku w Mirosławcu

Miejscowość pierwotnie związana była z Brandenburgią oraz Wielkopolską. Ma metrykę średniowieczną i istnieje co najmniej od XIV wieku. Wymieniona pierwszy raz w dokumencie z 1314 jako Nuve Vredeland, 1338 Nova Wrienwald, 1349 Vredelant, 1374 Fridelant, Vredelande, 1375 Fredelant Nova, 1400 Fredeland (1402-1408) Ffredeland, 1409 Frydelant, 1414 Fredelande, 1448 Fridlanth, 1448 Ffredlanth, 1462 Frydlanthek, 1251 (falsyfikat z końca XV w.) Fridlandia, Friedlandia, 1509 Fredelanth, Fredladel, Fradlandek, Fredland, 1523 Freylenth, 1553 Freydlanth, 1563 Friedland, 1564 Fridtlandt, 1565 New Frideland, 1577 Fredliandek, 1944 Märkisch Friedland.
Na miejscu dzisiejszego miasta istniała stara osada słowiańska. W 1303 bądź 1314 roku margrabia brandenburski Waldemar lokował tu miasto wzmiankowane jako Nova Vredeland, w którym osiedlili się głównie niemieckojęzyczni koloniści z Meklemburgii. Miejscowość znajdowała się wówczas w nowo utworzonej Nowej Marchii. W 1314 roku była to własność szlachecka, której posiadaczami byli Henryk i Jan Wedlowie. Miasto rozwijało się jako ośrodek handlowy na szlaku Berlin – Królewiec. W 1349 w Mirosławcu odnotowano 70 łanów, a koloniści otrzymali na zagospodarowanie 4 lata wolnizny. W 1368 miasto weszło w skład Królestwa Polskiego. W 1409 wojska wójta Nowej Marchii Arndta von Badena zajęły i zniszczyły miasto oraz przekazały te ziemie we władanie Krzyżakom.
Po pokoju toruńskim w 1466 r. ponownie włączono je do Korony Królestwa Polskiego, w której granicach pozostało aż do I rozbioru Polski w 1772 r. Granica Rzeczypospolitej została ustalona w ten sposób, że otaczała miasto w odległości zaledwie kilku kilometrów od trzech stron – południa, zachodu i północy. Faktycznie Frydląd pozostawał jednak od początków swojego istnienia pod władzą regionalnych panów feudalnych, rodu Wedlów (von Wedell), którzy posiadali tu zamek i w ramach liberalnej polityki I Rzeczypospolitej korzystali z daleko idącej niezależności. W 1553 miał miejsce pożar, w wyniku którego spłonęło całe miasto. W 1565 król Polski Zygmunt August na prośbę mieszczan mirosławskich zatwierdził przywilej z 1314 dotyczących dochodów miejskich.
Miasto odnotowały historyczne regesty podatkowe. W 1563 miasto zapłaciło 6 florenów i 12 groszy szosu, z 60 kwart roli po 5 groszy. Rzemieślnicy zapłacili w tym roku jeden floren 22 grosze, a żydzi 2 floreny. W 1577 szos wyniósł 6 florenów 12 gr, a podatki pobrano z 60 kwart roli po 5 groszy. W 1579 miał miejsce pobór z 60 kwart roli płacą po 7,5 grosza, a z domów i od rzemieślników zapłacono razem 32 florenów i 17 groszy. W ciągu całego roku w mieście wyszynkowano 253 kłody piwa. W 1599 nastąpił podział miasta pomiędzy dwie siostry Barbarę i Elżbietę Frydlądzkie córki Jerzego Fryląndzkiego, a ród Blankenbergów. W części pań Frydlanckich odnotowano 35 mieszczan siedzących na 21 włókach, 2 włóki przed bramą miejską były niezagospodarowane, 7 włók mieszczańskich było w posiadaniu małoletnich właścicieli i były one zarządzane przez ich opiekunów. Odnotowano wówczas także w majętnościach pań frylądzkich 15 rzemieślników, a w tym 5 tkaczy, 4 sukienników, 2 szewców, bednarza, murarza, kuśnierza, piekarza, dwóch robotników najemnych, jednego pachołka. W części Henryka Blankenburga wymieniono 33 mieszczan siedzących na 21 włókach, 2 włóki niezagospodarowane za bramą miejską zwaną Młyńską, 6 włók w posiadaniu małoletnich i ich opiekunów, 15 rzemieślników w tym 4 szewców, 3 tkaczy, sukiennik, krawiec, kuśnierz, tokarz, kołodziej, ślusarz, zdun, rzeźnik oraz chłopów i karczmarkę.
W 1593 właścicielem miasta stała się jednak katolicka rodzina von Blankenburg, w której rękach pozostało ono aż do 1836 r. W latach 30. XVIII w. Blankenburgowie na miejscu zamku wznieśli barokowy pałac.
W XVI wieku prywatne miasto szlacheckie Frydląd leżało w województwie poznańskim w Rzeczypospolitej Obojga Narodów.
Mimo zmian politycznych ośrodek zachował niemiecki charakter etniczny, choć od końca XVI w. systematycznie rósł tu udział ludności żydowskiej. Na przełomie XVIII i XIX w. Żydzi stanowili już ponad 50% ludności miasta i była to największa gmina żydowska na Pomorzu Zachodnim. Specjalnością ówczesnego Märkisch Friedland była produkcja i handel gęsimi piórami do pisania, opanowane właśnie przez ludność żydowską. Wiek XIX przyniósł exodus ludności żydowskiej z przyczyn ekonomicznych (głównie do Berlina) i upadek handlowego znaczenia miasta wskutek utraty nadgranicznego położenia. Wraz z bezpotomną śmiercią ostatniego dziedzica rodu von Blankenburg w 1836 r., Frydląd stracił ostatecznie status miasta prywatnego i przeszedł pod bezpośredni nadzór państwa pruskiego.
Od 1871 w granicach Niemiec. Ponowne ożywienie gospodarcze nastąpiło wraz z szybkim rozwojem gospodarczym Niemiec w końcu XIX w. W 1900 r. Friedland otrzymał połączenie kolejowe z Kaliszem Pomorskim na zachodzie oraz Złocieńcem na północy. W 1902 r. wzniesiono budynek sądu grodzkiego, w 1914 r. nową szkołę, a w 1918 r. nastąpiła elektryfikacja miasta. Traktat wersalski nie przywrócił jednak miasta Polsce – w 1912 r. w powiecie wałeckim Polacy stanowili zaledwie 0,6% mieszkańców. W latach 20. XX w. nastąpił przyrost ludności, związany z imigracją Niemców z terenów przekazanych przez traktat wersalski Polsce. Powstała wówczas dzielnica między centrum miasta a dworcem kolejowym (Bahnhofviertel). Dojście nazistów do władzy w Niemczech w 1933 r. przyniosło ostateczną zagładę żydowskich tradycji miasta. W czasie II wojny światowej Niemcy utworzyli w mieście podobóz pracy przymusowej obozu jenieckiego Stalag II B. U schyłku wojny Frydląd stał się miejscem zaciętych walk o przełamanie Wału Pomorskiego, co spowodowało poważne zniszczenia zabytkowej zabudowy śródmieścia (20%).

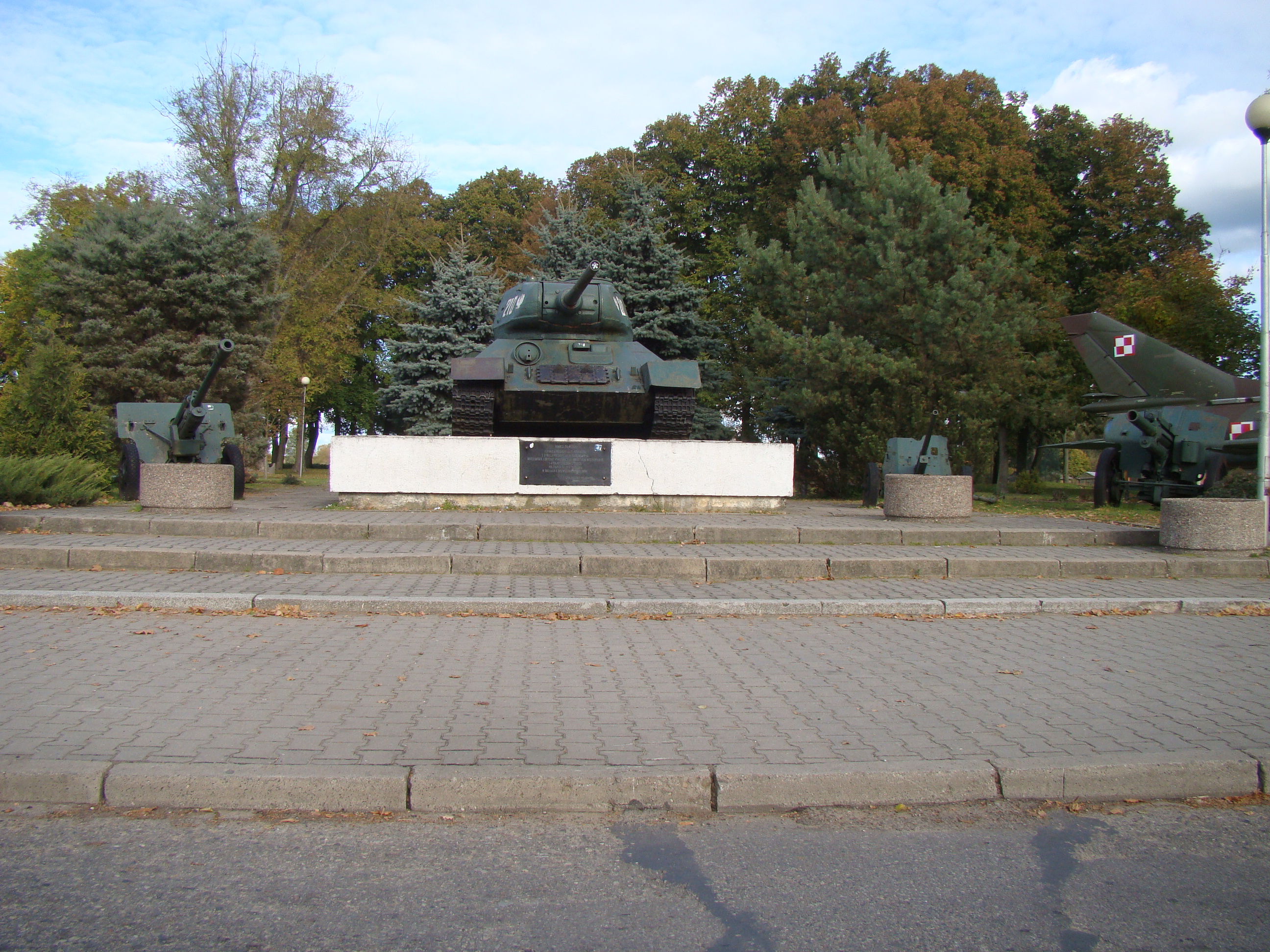
Czołg T-34-85 jako pomnik walk o przełamanie Wału Pomorskiego oraz armaty i haubica będące eksponatami Muzeum Walk o Wał Pomorski

Miasto zostało zdobyte przez 1 Armię Wojska Polskiego 10 lutego 1945 roku. Wkrótce władzę przejęła polska administracja cywilna, która wysiedliła dotychczasową ludność miasta i zastąpiła ją polskimi przesiedleńcami. Nową nazwę miasta ustalono na Mirosławiec. W czasach PRL funkcjonowały tu: betoniarnia, ośrodek maszynowy produkujący przyczepy traktorowe do zbierania siana po kombajnach, przetwórnia runa leśnego i wędzarnia ryb. Urządzono tu też Muzeum Walk o Wał Pomorski, a na jednej z kamienic przy Placu Wolności umieszczono duży mural z mapą Wału.

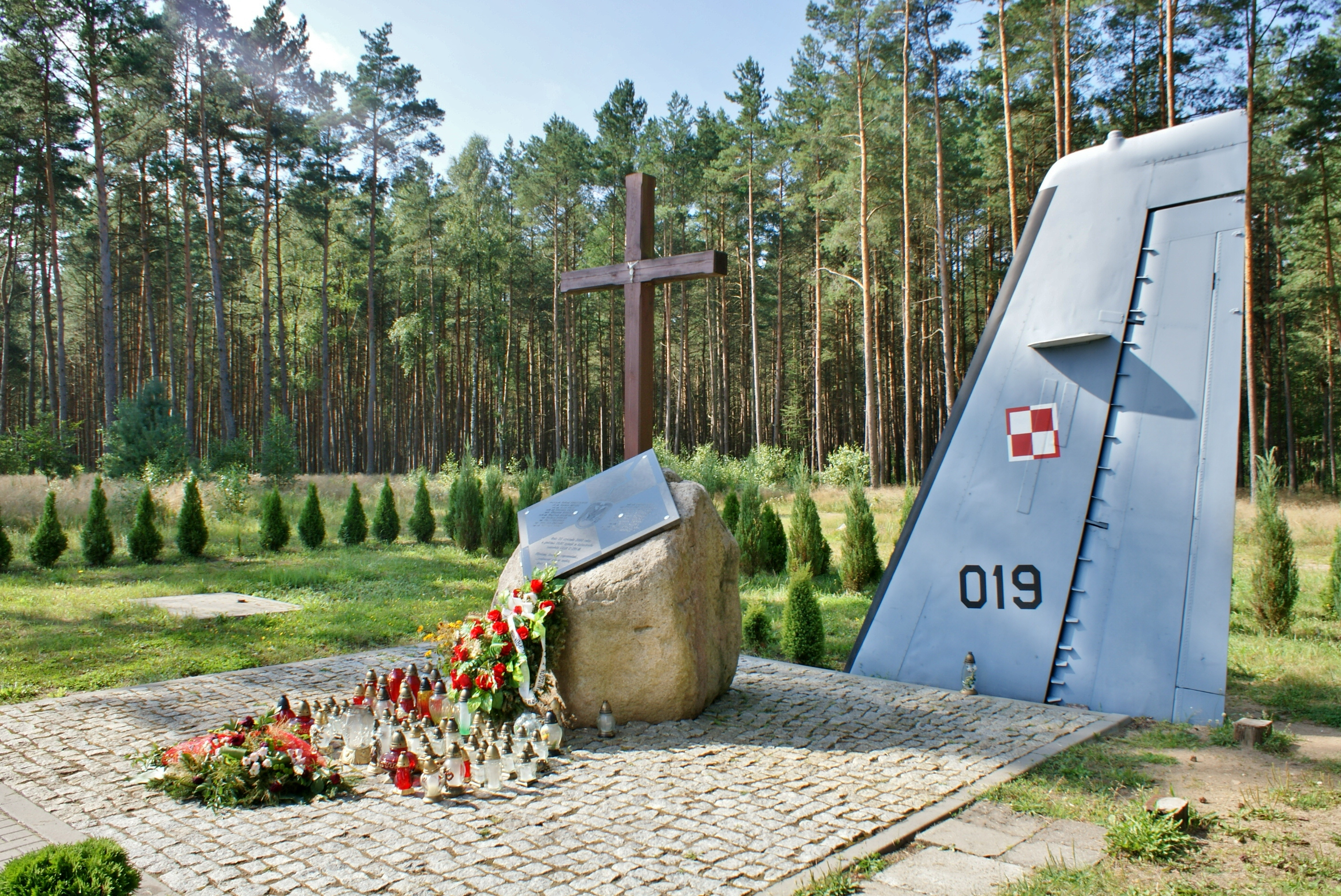
Pomnik ofiar katastrofy samolotu CASA

23 stycznia 2008 roku w pobliżu lotniska w Mirosławcu doszło do katastrofy wojskowego samolotu CASA, w której zginęło 20 osób.
1 stycznia 2018 obszar Mirosławca zwiększył się o 9,04 ha przez włączenie do dotychczasowego obszaru miasta części obszaru obrębu ewidencyjnego Mirosławiec 34 z gminy Mirosławiec.
W miejscowości znajdowała się stacja kolejowa Mirosławiec.

## Demografia

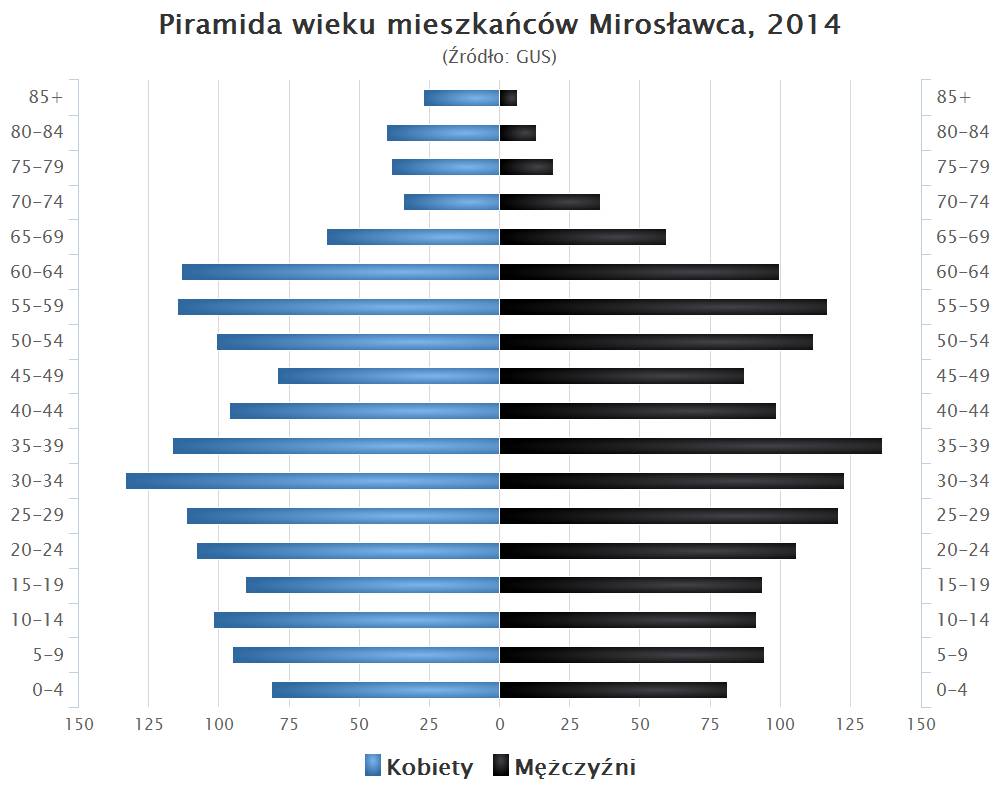
Piramida wieku mieszkańców Mirosławca w 2014 roku

## Zabytki
Cały obszar starego miasta Mirosławca został wpisany do rejestru zabytków. Zabytki chronione prawem w mieście:
- Kościół Niepokalanego Poczęcia Najświętszej Maryi Panny – budowla zbudowana przez von Blankenburgów w 1721 r. z neogotycką wieżą dobudowaną w latach 1883–1885. W jednonawowym kościele z dwiema kaplicami znajdują się XVIII-wieczna chrzcielnica i chór muzyczny.
- spichlerz (ul. Wolności 32)
- cmentarz rodowy na Górze Piaskowej z XIX w.
- cmentarz żydowski z XVII i XVIII w., nazywany także domem grobów, zajmuje powierzchnię 2,2 ha.
- dom (ul. Kościelna 6)
- dom (ul. Wałecka 24)
- majdan zamkowy z ok. 1375 r. otoczony mokrą fosą z reliktami średniowiecznego zamku i barokowego zespołu pałacowo-parkowego

## Kultura i sport
W tutejszym Ośrodku Kultury mieści się Muzeum Walk o Wał Pomorski.
Największym klubem sportowym jest Ludowy Klub Sportowy „Mirstal”, dziś noszący nazwę KS Mirstal. Mirosławiec ma 4 sekcje piłki nożnej, w tym: 3 sekcje młodzieżowe (90 zawodników), 1 sekcja seniorów (25 zawodników), 1 sekcja oldbojów (25 zawodników). W sezonie 2002/03 i 2003/2004 klub występował w IV lidze.

## Administracja

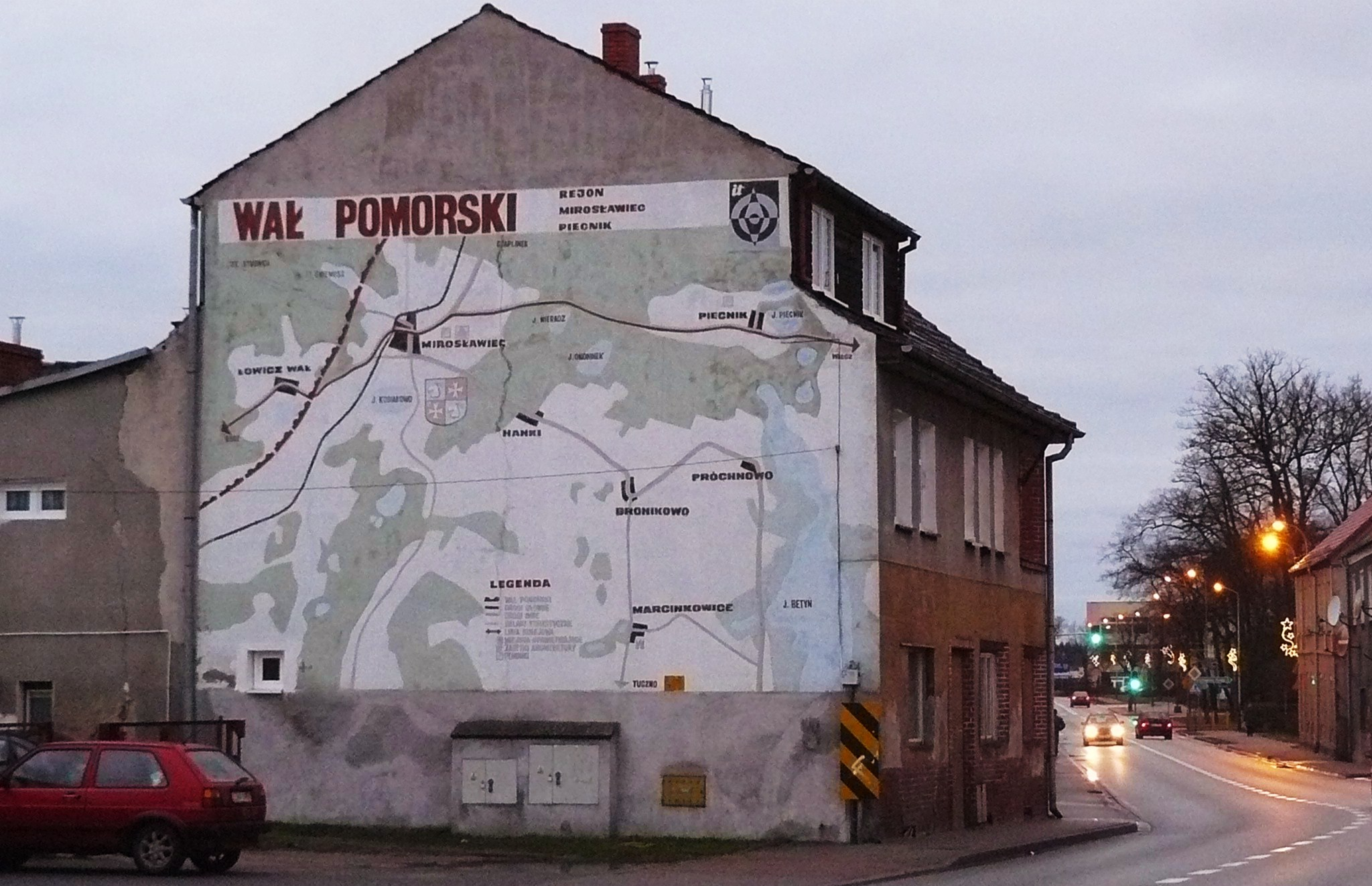
Mural z mapą odcinka Wału Pomorskiego

Miasto jest siedzibą gminy miejsko-wiejskiej. Mieszkańcy Mirosławca wybierają do swojej rady miejskiej 7 radnych (7 z 15). Pozostałych 8 radnych wybierają mieszkańcy terenów wiejskich gminy Mirosławiec. Organem wykonawczym jest burmistrz. Siedzibą władz jest budynek przy ul. Wolności.
Burmistrzowie Mirosławca:
- Józef Śliwiński (1990-1994 r.)
- Edward Ząbek (1994–2002 r.)
- Elżbieta Beata Rębecka-Sabak (2002–2010 r.)
- Piotr Pawlik (od 2010 r.)

Mieszkańcy Mirosławca wybierają posłów na Sejm z okręgu wyborczego nr 40 (siedziba Koszalin), senatora z okręgu nr 99 (siedziba Koszalin), a posłów do Parlamentu Europejskiego z okręgu wyborczego nr 13.

### Współpraca międzynarodowa
Władze miasta prowadzą współpracę samorządową z dwiema zagranicznymi gminami:
- Friedland in Brandenburg (Niemcy)
- Friedland in Mecklenburg-Vorpommern (Niemcy)
- Friedland in Niedersachsen (Niemcy)
- Frydlant (Czechy)
- Frydlant nad Ostravici (Czechy)
- Prawdinsk (Rosja)

## Wojsko/Lotnictwo

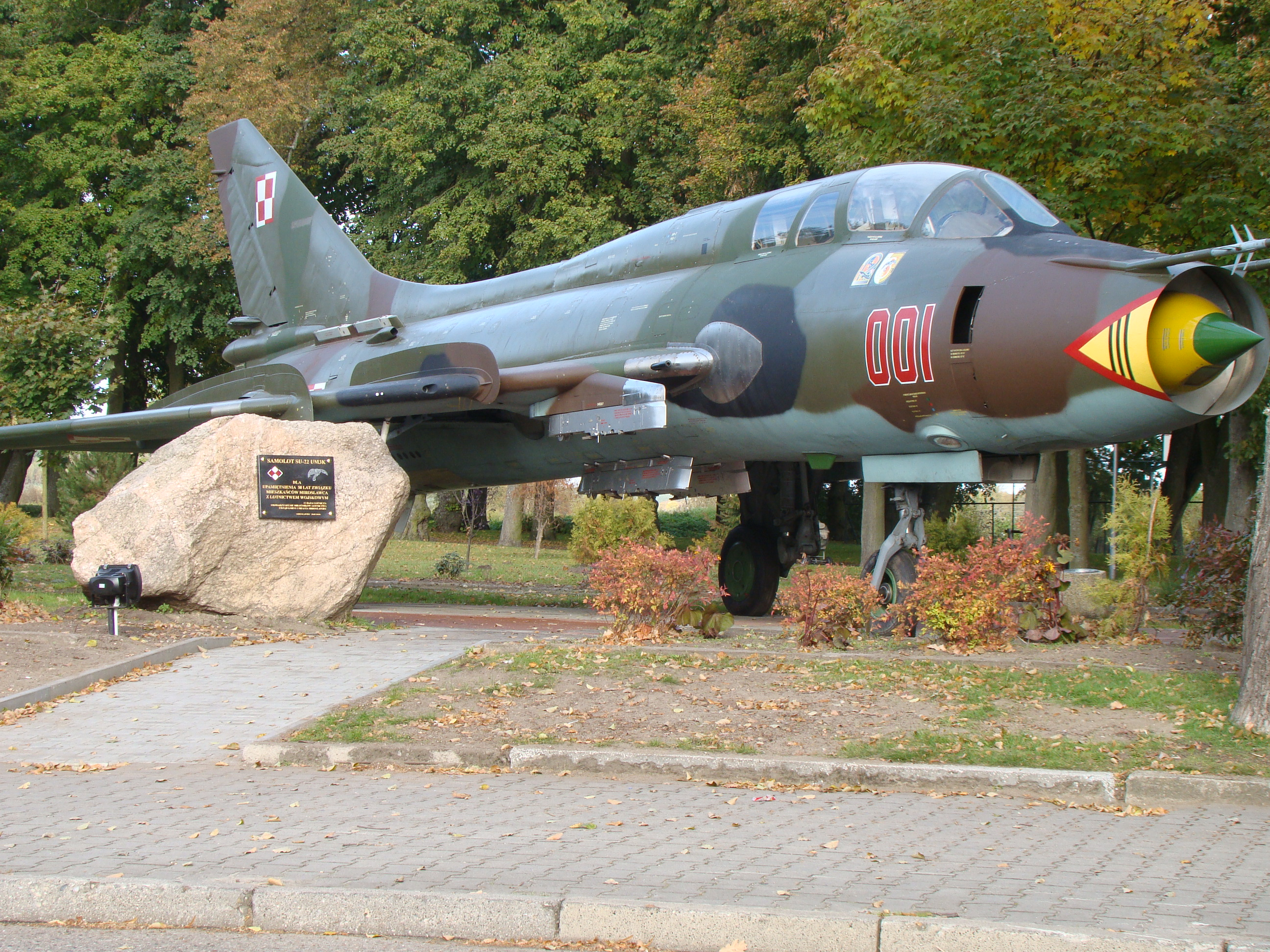
Samolot myśliwsko-bombowy Su-22 UM-3K upamiętniający 50 lat związku mieszkańców Mirosławca z lotnictwem wojskowym

Około 5 km na północ od Mirosławca zlokalizowana jest wojskowa 12 Baza Lotnicza dysponująca czynnym lotniskiem.